# Pastor Rouaix
Pastor Rouaix Méndez (Tehuacán, 1874 - Durango, 24 december 1950) was een Mexicaans politicus en revolutionair.
Rouaix werd geboren in Tehuacán in de staat Puebla maar woonde het grootste deel van zijn leven in Durango. Voor het uitbreken van de Mexicaanse Revolutie in 1910 was hij cartograaf en bracht hij als eerste de gehele staat Durango in kaart.
Tijdens de Revolutie raakte hij bij de politiek betrokken en was van 1913 tot 1914 gouverneur van Durango, waar hij de eerste landhervormingswetten uitvaardigde. Aan de zijde van de Divisie van het Noorden van Pancho Villa nam hij deel aan de inname van Torreón. Na de scheuring tussen Villa en Venustiano Carranza koos Rouiax de zijde van Carranza's constitutionalisten, en was van 1914 tot 1917 Carranza's minister van landbouw. In 1916 werd hij voor Tehuacán in het grondwetgevend congres gekozen, waarin hij zich vooral onderscheidde in het opstellen van de artikelen 27 en 123 van de Mexicaanse grondwet van 1917, die over landbezit en rechten van arbeiders handelen.
Van 1917 tot 1920 was Rouaix senator. Rouaix bleef trouw aan Carranza toen middels het plan van Agua Prieta een groep officieren in opstand kwam en vergezelde Carranza tot diens dood in Tlaxcalantongo.
Rouaix keerde terug in de politiek toen hij in 1924 in de Kamer van Afgevaardigden werd gekozen, en werd in 1931 voor een tweede keer gouverneur van Durango.
- Bibliothèque nationale de France: cb10329498x (data)
- Gemeinsame Normdatei: 1053264283
- International Standard Name Identifier: 0000 0000 2378 526X
- Library of Congress Control Number: n81066665
- Nationale Bibliotheek van Israël: 987007454011605171
- Nederlandse Thesaurus van Auteursnamen: 170340546
- Système universitaire de documentation: 15623565X
- Virtual International Authority File: 77635773
- WorldCat: E39PBJkxQ3pm93J6bgP8rcYHG3